# SP-350
A SP-350 é uma rodovia radial do estado de São Paulo, administrada pelo Departamento de Estradas de Rodagem do Estado de São Paulo (DER-SP) e pela concessionária Renovias.

## Denominações
Recebe as seguintes denominações em seu trajeto:
Nome:	Eduardo Vicente Nasser, Deputado, Rodovia
- De - até:	SP-340 (Casa Branca) - São José do Rio Pardo - Divisa de Minas Gerais
- Legislação:	LEI 962 DE 09/04/76

## Descrição
Principais pontos de passagem: SP 340 (Casa Branca) - São José do Rio Pardo - Divisa MG

## Características

### Extensão
- Km Inicial: 238,410
- Km Final: 297,470

### Localidades atendidas
- Casa Branca
- Itobi
- São José do Rio Pardo
- Tapiratiba
- Igaraí